# Paranje duge
Paranje duge (s podnaslovom "Znanost, iluzija i apetit za čudesno") je knjiga Richarda Dawkinsa iz 1998., u kojoj obrazlaže vezu između znanosti i umjetnosti iz perspektive znanstvenika.
Dawkins se suprotstavlja po njemu lošoj tvrdnji da su znanost i umjetnost suprotne. Dawkins je osjetio potrebu da odgovori na prigovore čitatelja Sebičnog gena i Slijepog urara, koji su prigovarali njegovom naturalističkom svjetonazoru da poriče smisao života i da objasni da je svijet pun čudesa i izvor zadovoljstva. 
Započinje knjigu s dobro poznatom optužbom Johna Keatsa da je Isaac Newton uništio ljepotu duge objašnjavajući ju. Cilj knjige je pokazati čitatelju da znanost ne uništava već da otkriva poetiku u prirodi.